# Parc provincial de Buffalo Pound
Le parc provincial de Buffalo Pound est un parc provincial de la Saskatchewan au Canada situé à environ 25 km au nord-est de Moose Jaw. Le parc est centré autour du lac Buffalo Pound.

## Annexe